# Imperator rhodopurpureus
Bolet vieux rose, Bolet rouge pourpre
Espèce
Statut de conservation UICN

 LC  : Préoccupation mineure
Imperator rhodopurpureus, le Bolet vieux rose, auparavant Boletus rhodopurpureus, est une espèce de champignons (Fungi) basidiomycètes du genre Imperator dans la famille des Boletaceae. Il est caractérisé par son chapeau vieux rose de texture finement grumeleuse rappelant une "peau de crapaud", ses pores rougeâtres restant longtemps jaunes vers la marge et son bleuissement intense à la coupe ou à la pression.

## Taxonomie
Le nom correct complet (avec auteur) de ce taxon est Imperator rhodopurpureus (Smotl.) Assyov, Bellanger, Bertéa, Courtec., Koller, Loizides, G.Marques, J.A.Muñoz, Oppicelli, D.Puddu, F.Rich. & P.-A.Moreau.
L'espèce a été initialement classée dans le genre Boletus sous le basionyme Boletus rhodopurpureus Smotl..

### Synonymes
Imperator rhodopurpureus a pour synonymes :
- Boletus rhodopurpureus f. mediterraneensis
- Boletus rhodopurpureus f. polypurpureus Smotl.
- Boletus rhodopurpureus f. poridecolorans Klofac
- Boletus rhodopurpureus f. xanthopurpureus Smotl.
- Boletus rhodopurpureus var. gallicus (Romagn.) Redeuilh
- Boletus rhodopurpureus Smotl.
- Boletus xanthopurpureus (Smotl.) Hlaváček
- Imperator rhodopurpureus f. poridecolorans (Klofac) Mikšík
- Imperator rhodopurpureus f. xanthopurpureus (Smotl.) Mikšík
- Suillellus rhodopurpureus f. poridecolorans (Klofac) Blanco-Dios
- Suillellus rhodopurpureus f. xanthopurpureus (Smotl.) Blanco-Dios
- Suillellus rhodopurpureus (Smotl.) Blanco-Dios

### Étymologie
L'épithète spécifique rhodopurpureus signifie rouge + pourpre en réfèrence à ses couleurs.

### Noms vulgaires et vernaculaires
Ce taxon porte en français les noms vernaculaires ou normalisés suivants : Bolet vieux rose, Bolet rose pourpre, Bolet rouge pourpre.

## Description du sporophore

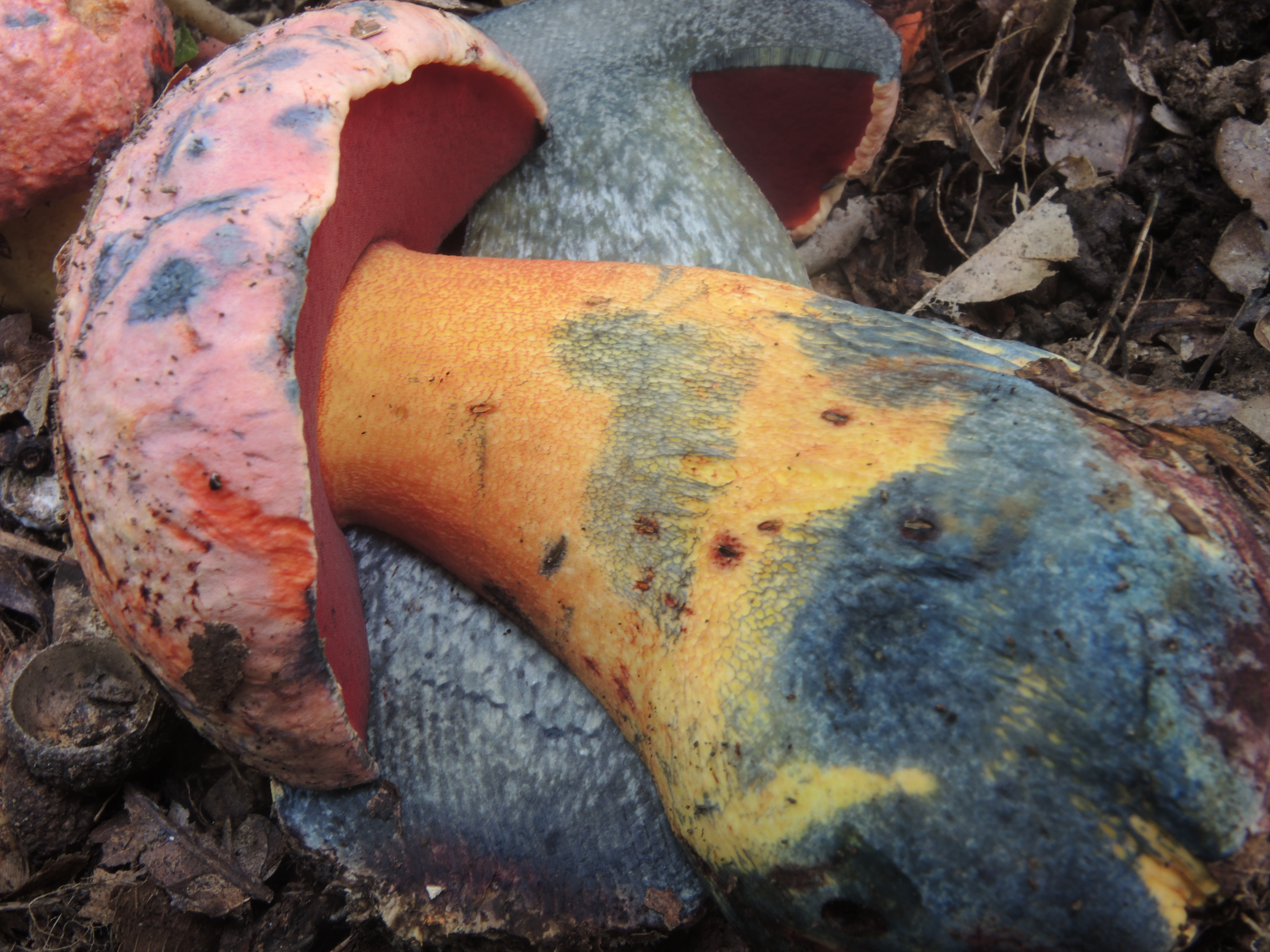
Bolet vieux rose et son bleuissement spectaculaire typique au moindre contact.

Les bolets sont des champignons dont l’hyménophore, constitué de tubes et terminés par des pores, se sépare facilement de la chair du chapeau. Ce chapeau d'abord rond, recouvert d'une cuticule, devient convexe à mesure qu’il vieillit. Ils ont un pied (stipe) central assez épais et une chair compacte. Les caractéristiques morphologiques de I. rhodopurpureus sont les suivantes :

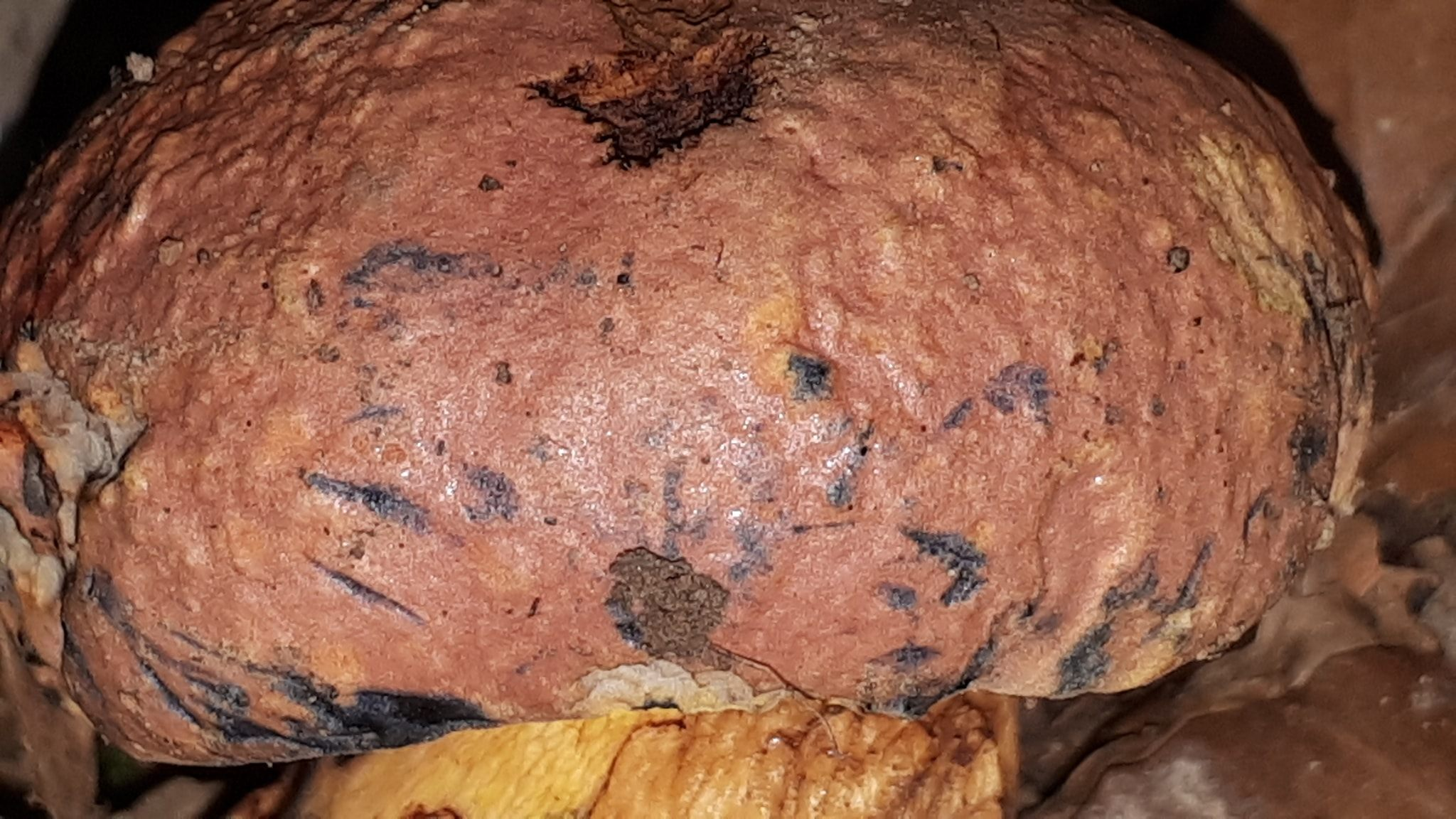
Chapeau vieux rose typiquement finement grumeleux rappelant une "peau de crapaud".

Son chapeau mesure de 5 à 20 cm. Il est de texture finement grumeleuse, rappelant une texture dite de "peau de crapaud", velouté, sec, légèrement muqueux par temps humide. Il est de couleur vieux rose, rosâtre, parfois jaunâtre, terni de rougeâtre brunâtre ou crème avec l’âge. Sa surface est facilement bleuissante au toucher.
L'hyménophore présente des petits pores jaunes puis orangé rouge, rouge sang à rouge sombre, restant longtemps jaunes vers la marge, bleuissants au toucher. Les tubes sont concolores.
Son stipe mesure 5 à 15 x 1,5 à 5 cm. Il est jaune à base plus rouge, parfois entièrement jaunâtre ou entièrement rougeâtre quand il est jeune. Bleuissant au toucher, il est couvert d'un fin réseau rouge plutôt fin mais bien défini.
La chair est jaune, pourpre dans la base du pied, vivement et intensément bleuissante à la coupe, après un long moment, elle acquiert une teinte lie-de-vin. Sa saveur est douce à sucrée et son odeur est faible à aigre-fruitée. Sa sporée est brun olive,,.

### Caractéristiques microscopiques
Ses spores mesurent 10,5 à 15 µm x 4,5 à 6 µm, elles sont elliptiques, lisses, guttulées, jaune verdâtre,. Ses basides sont clavées, tétrasporiques, non bouclées. Ses cheilocystides sont fusiformes, mesurant 40 à 60 µm x 10 à 14 µm. Il n'a pas de pleurocystides. La cuticule trichodermique est faite d'hyphes non bouclées, larges de 4 à 6 µm et pigmentées de brun.

## Galerie

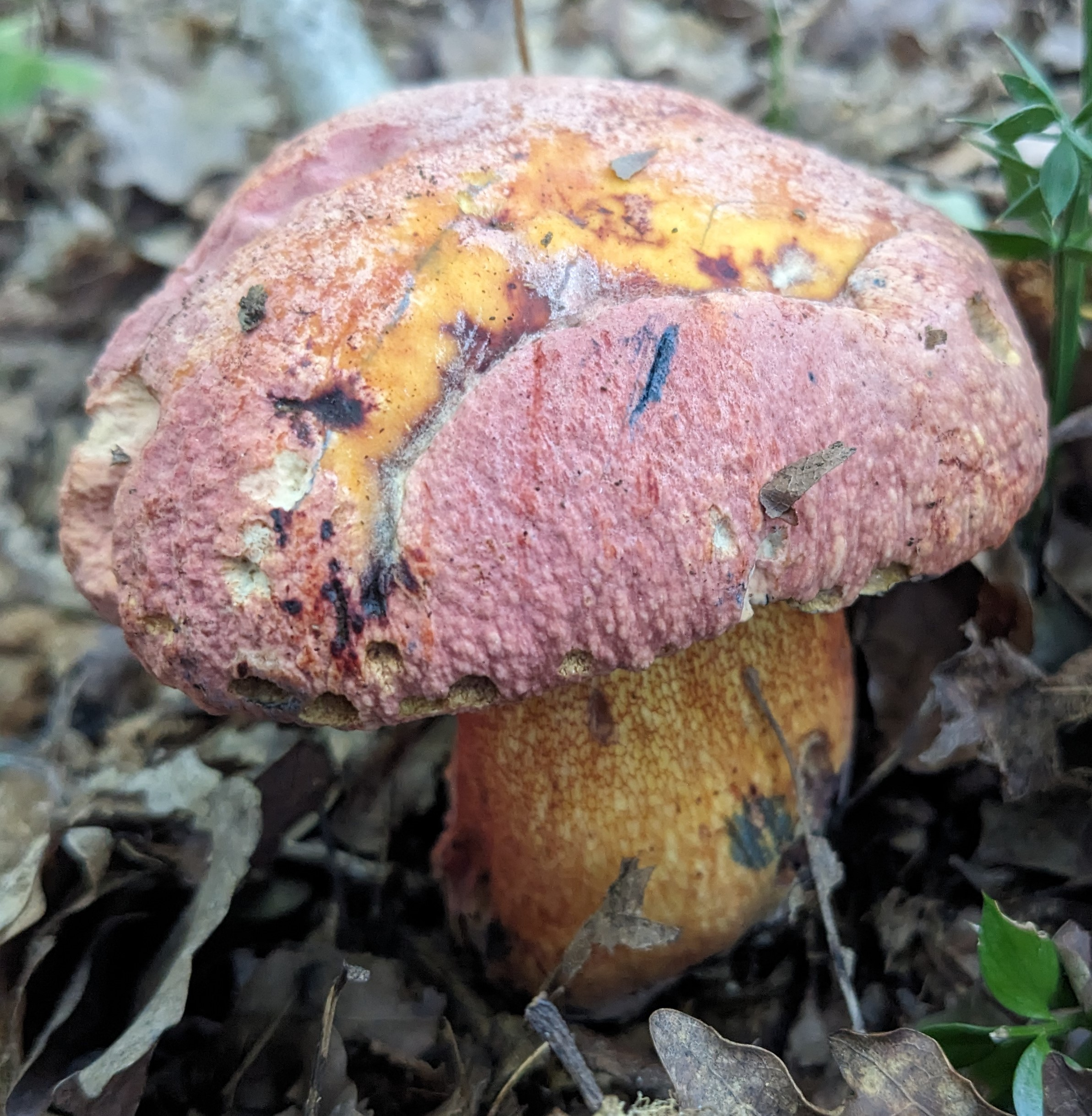
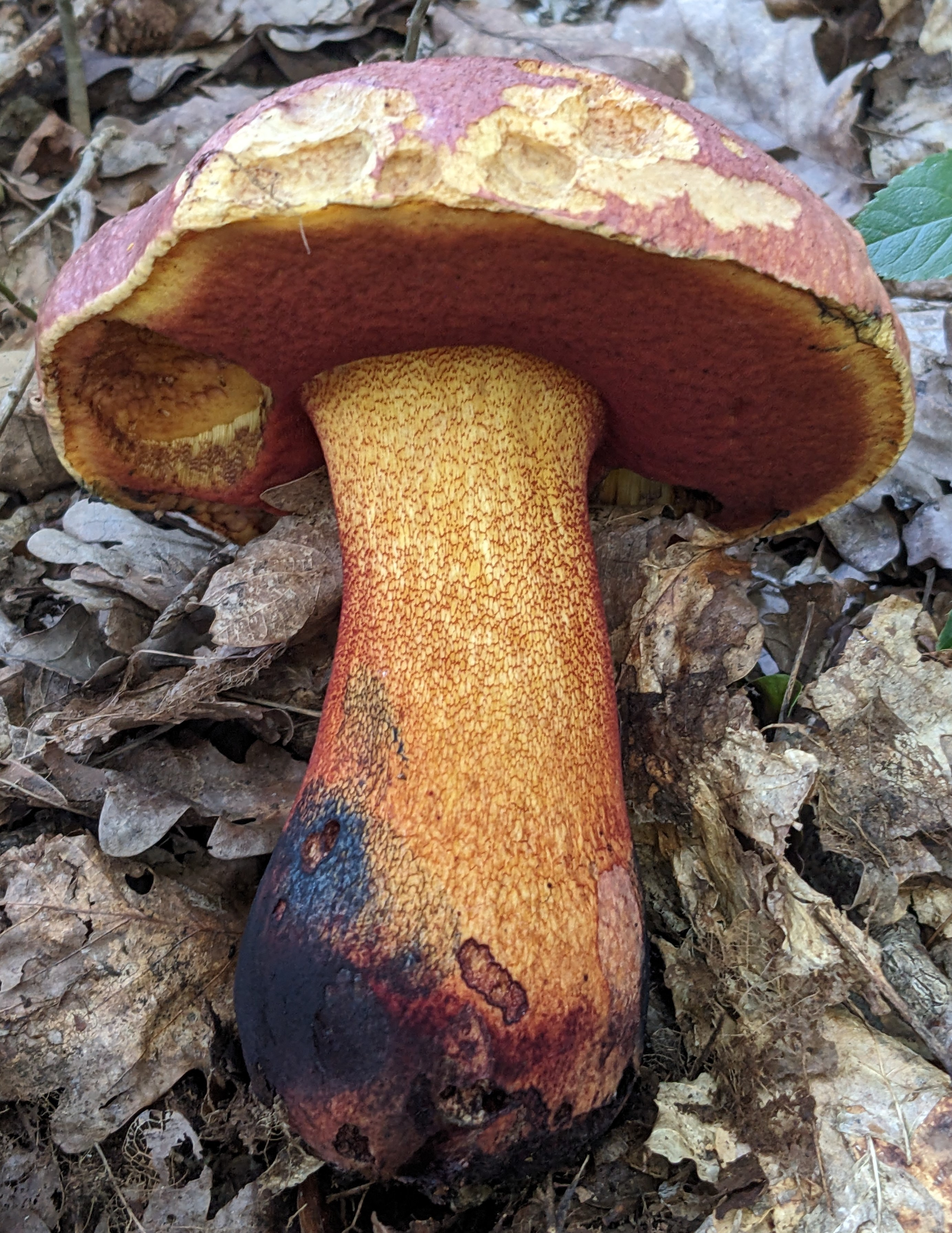
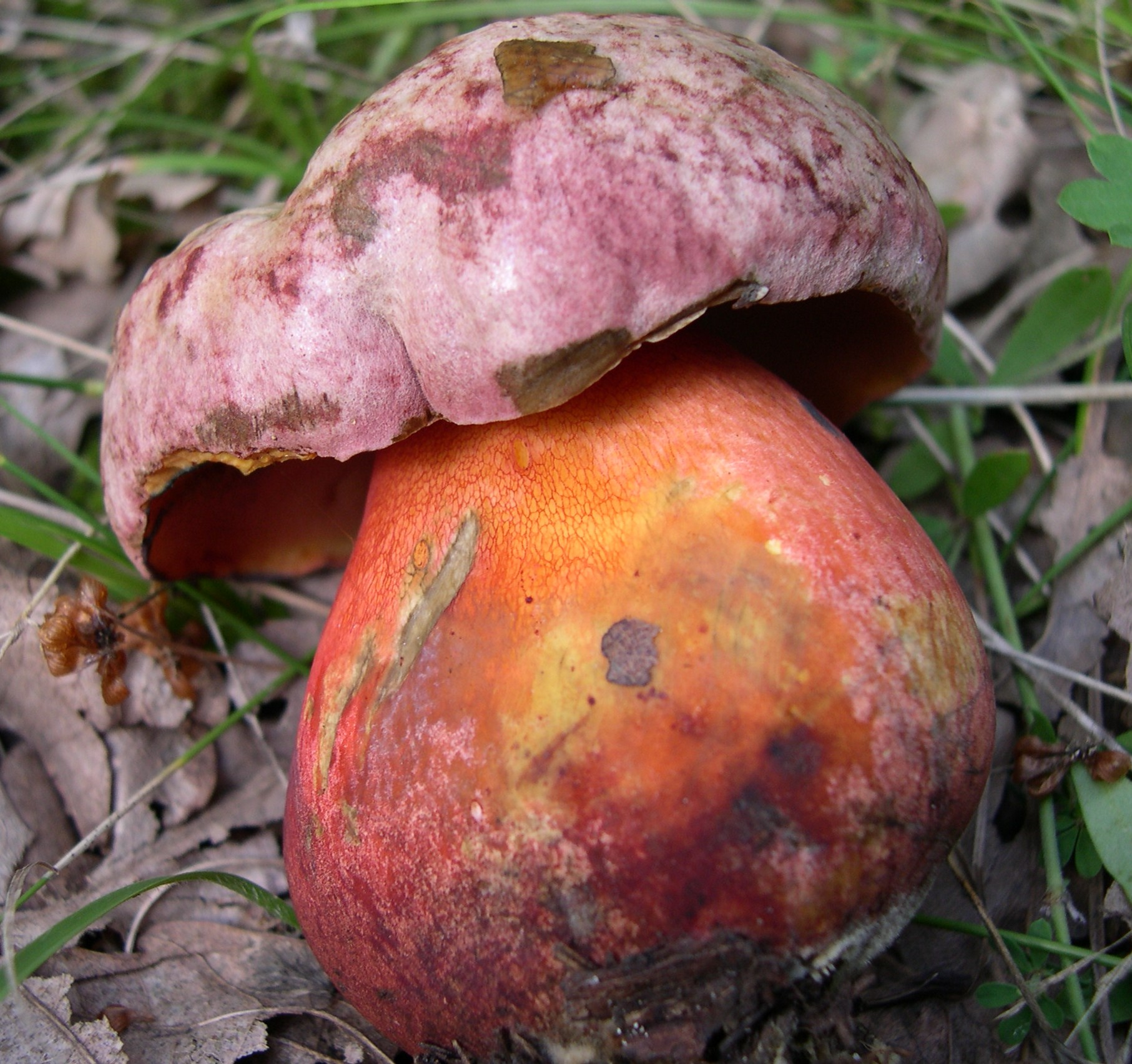
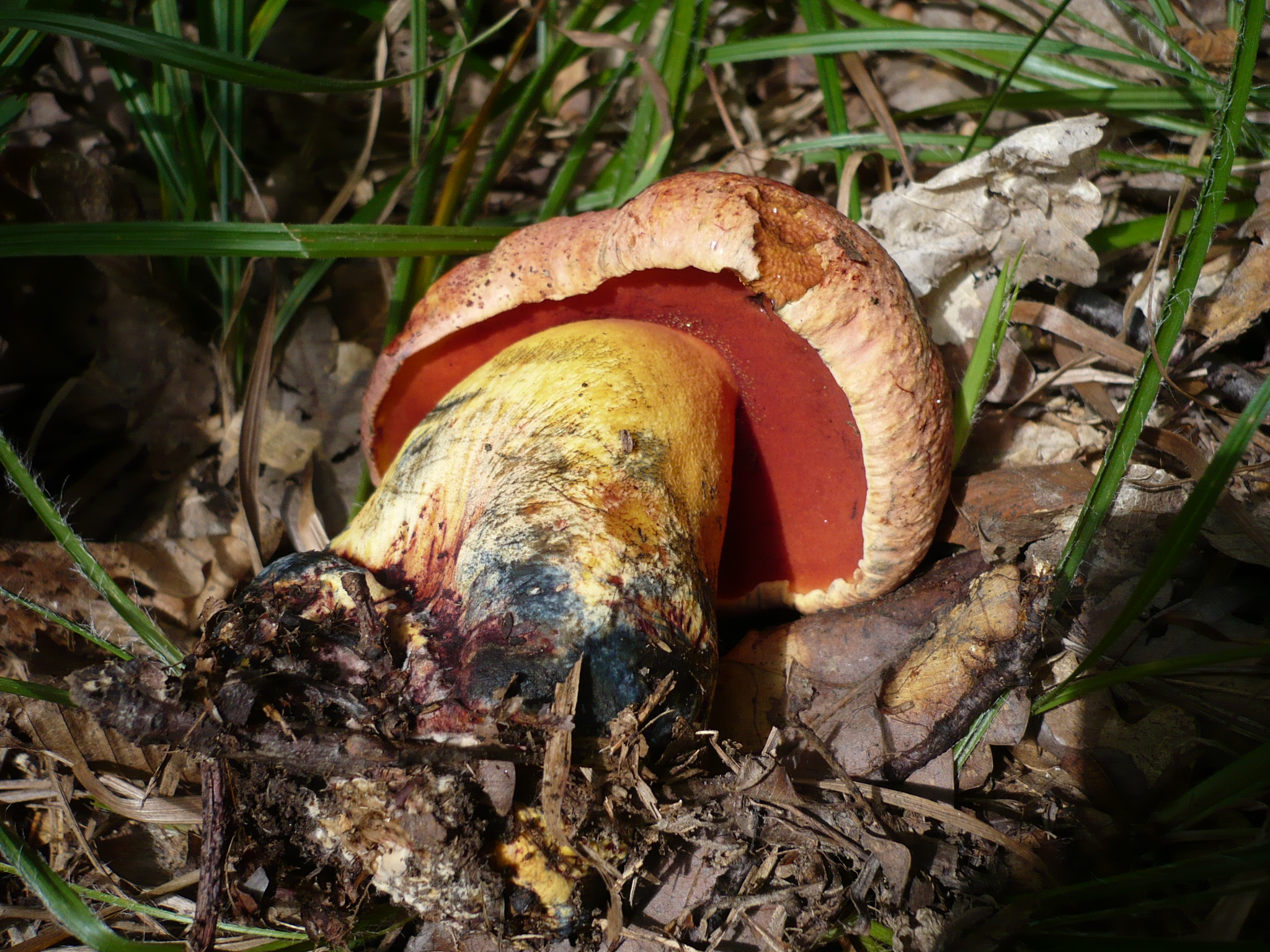
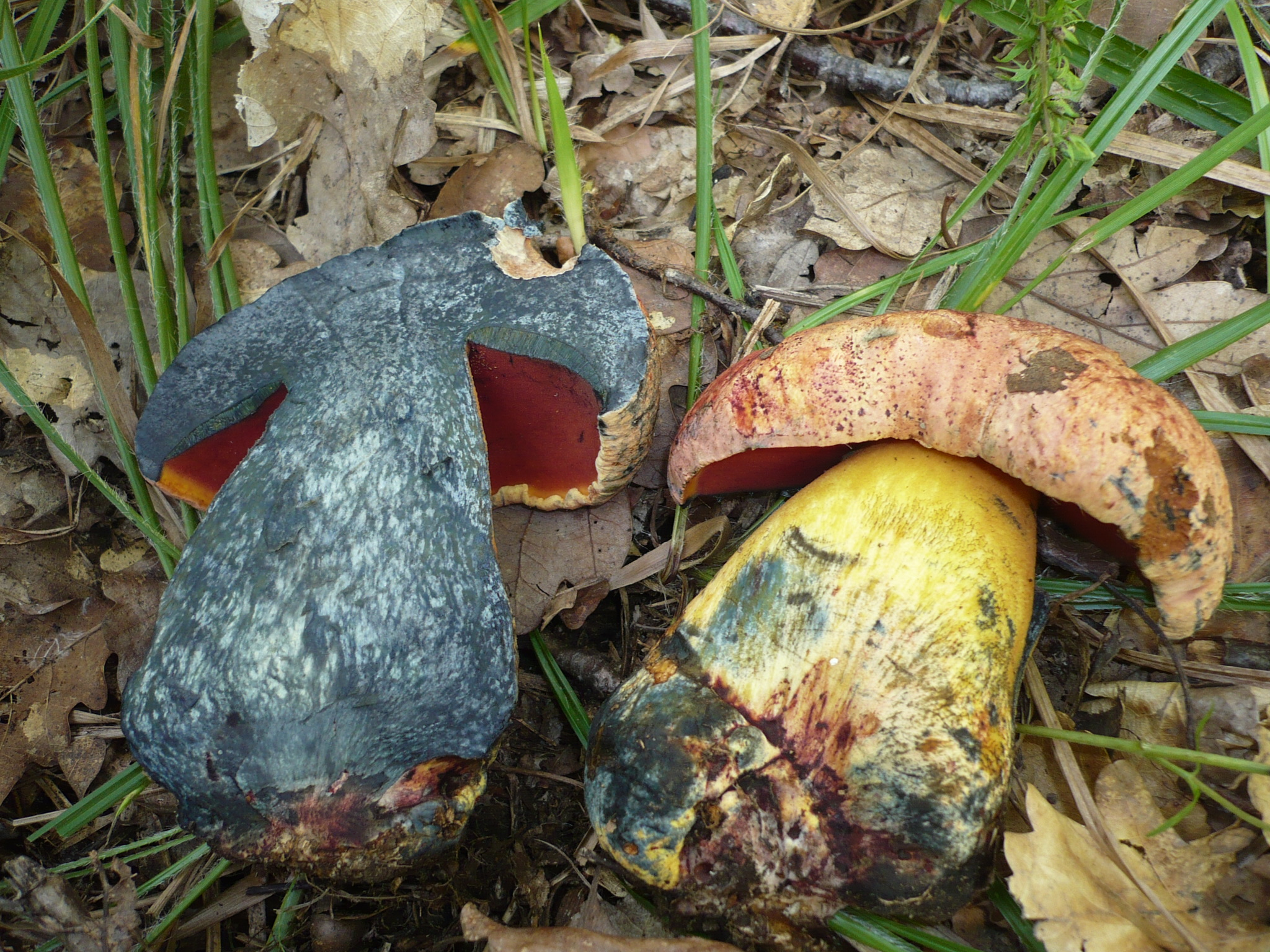
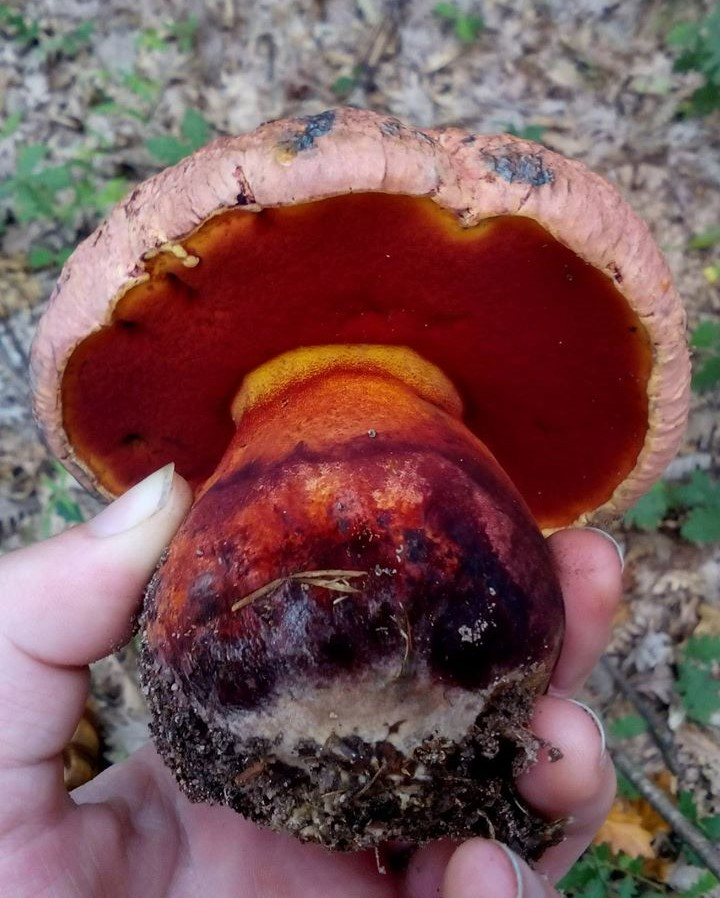
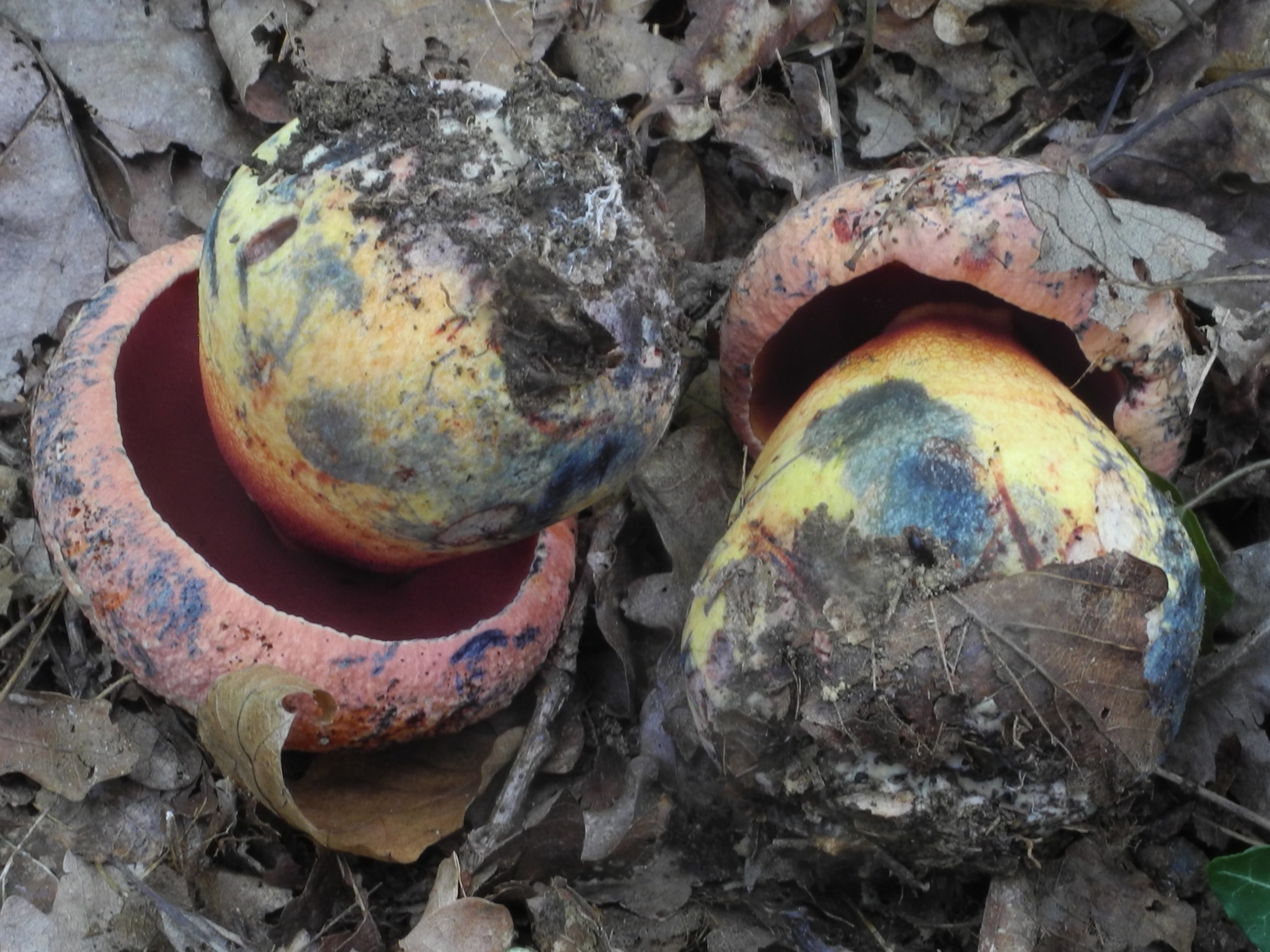
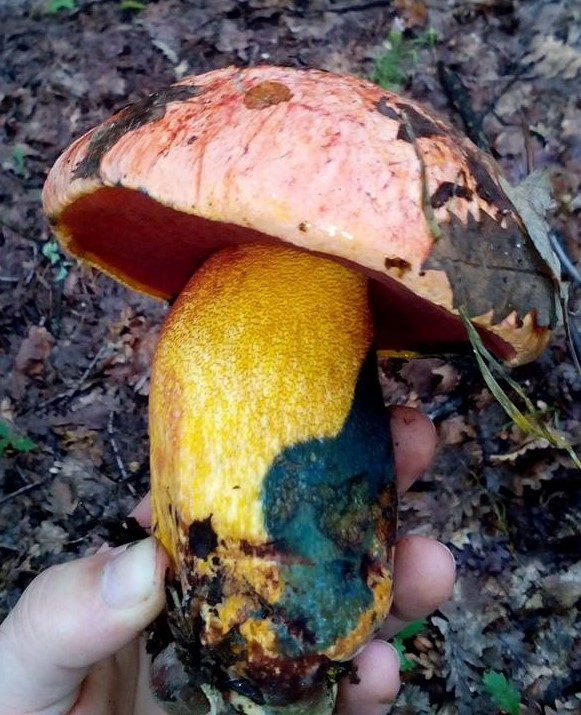
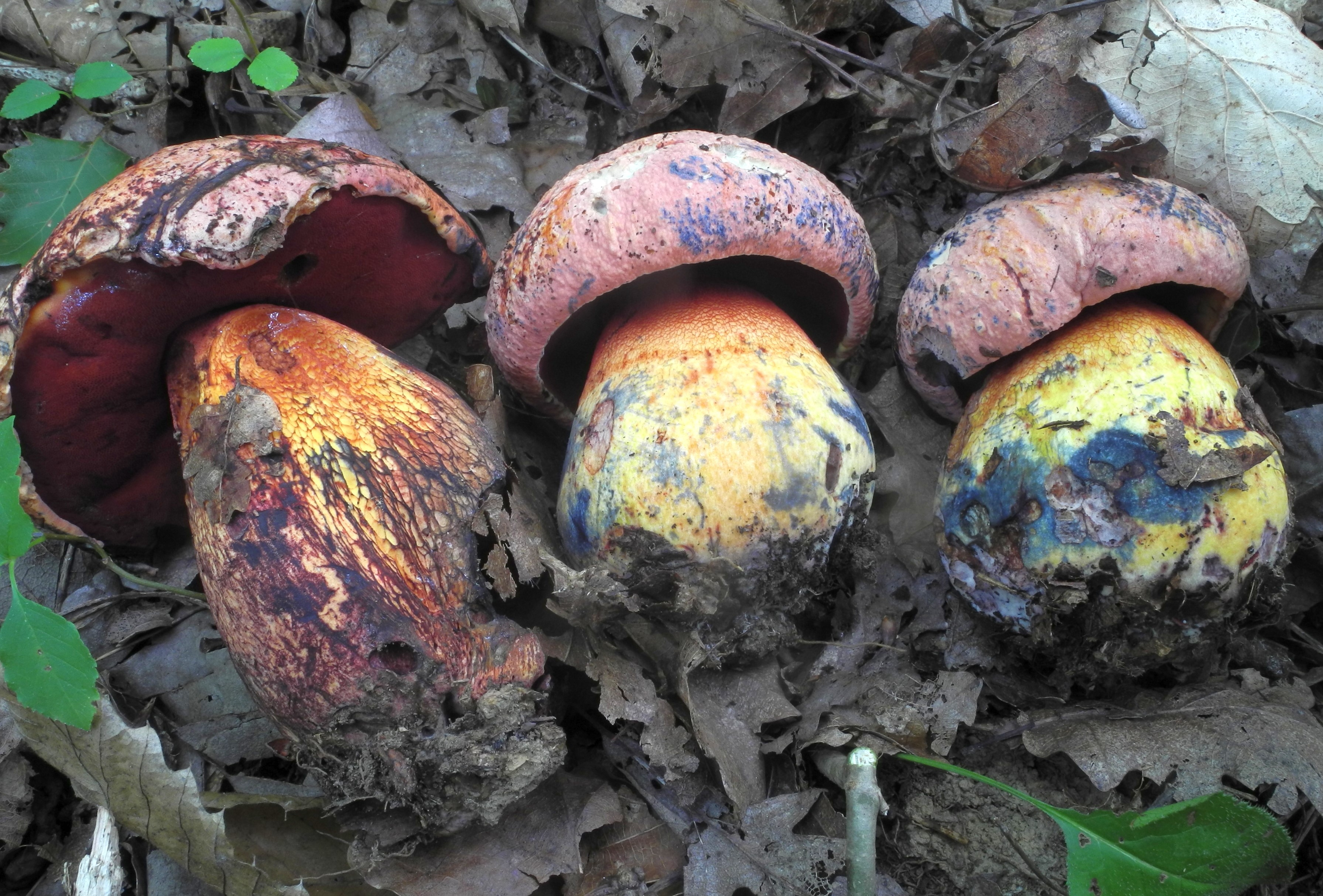
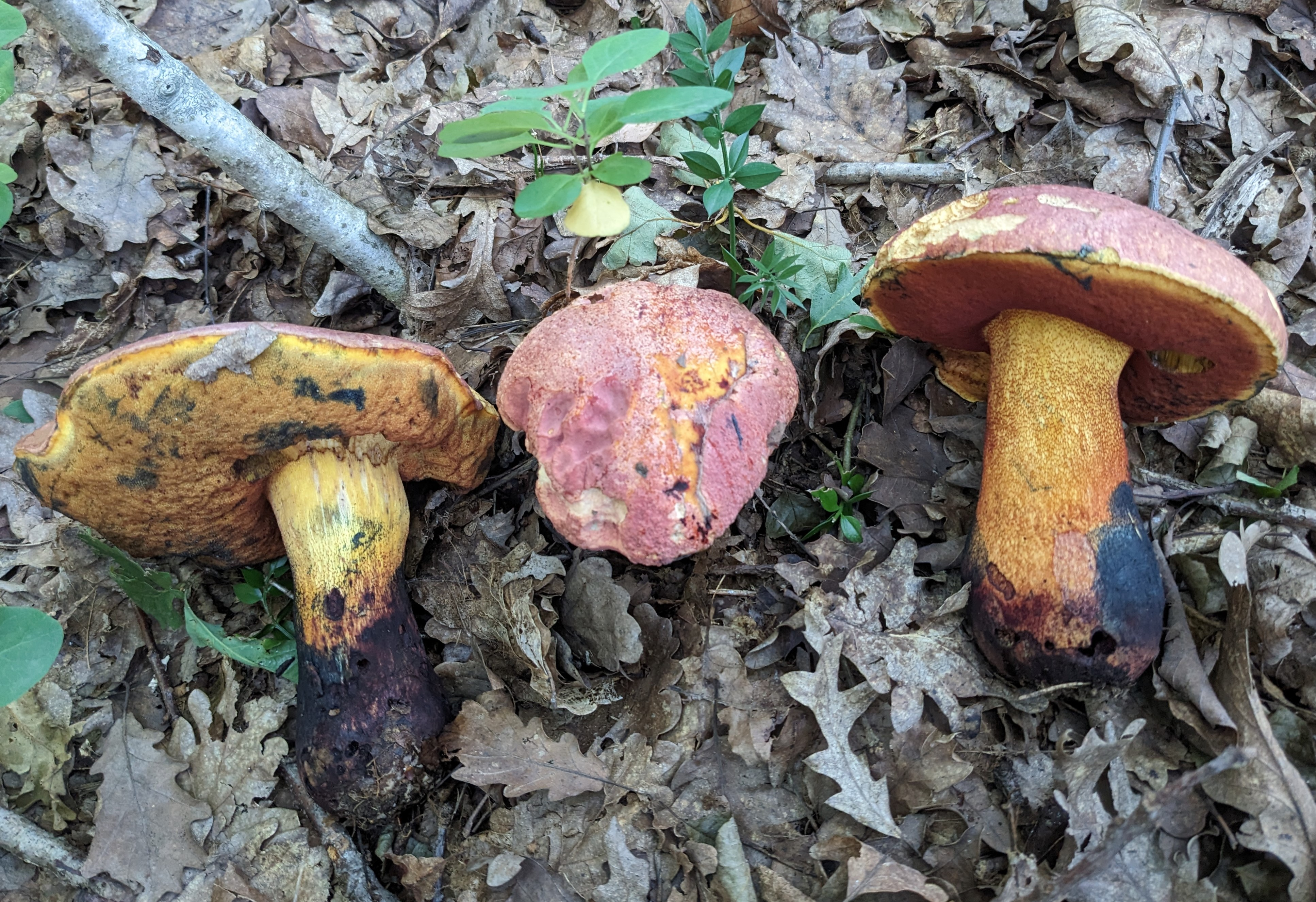
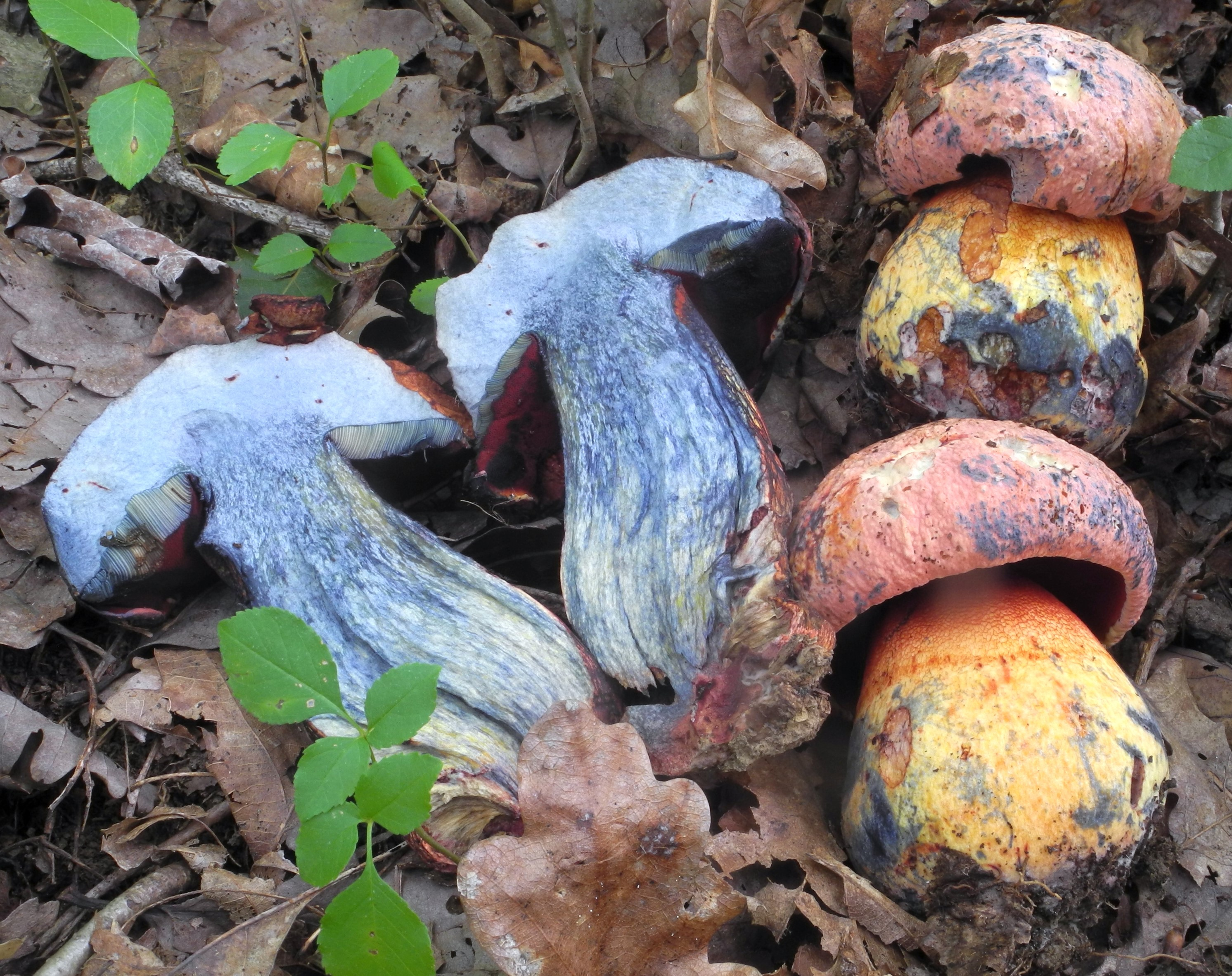
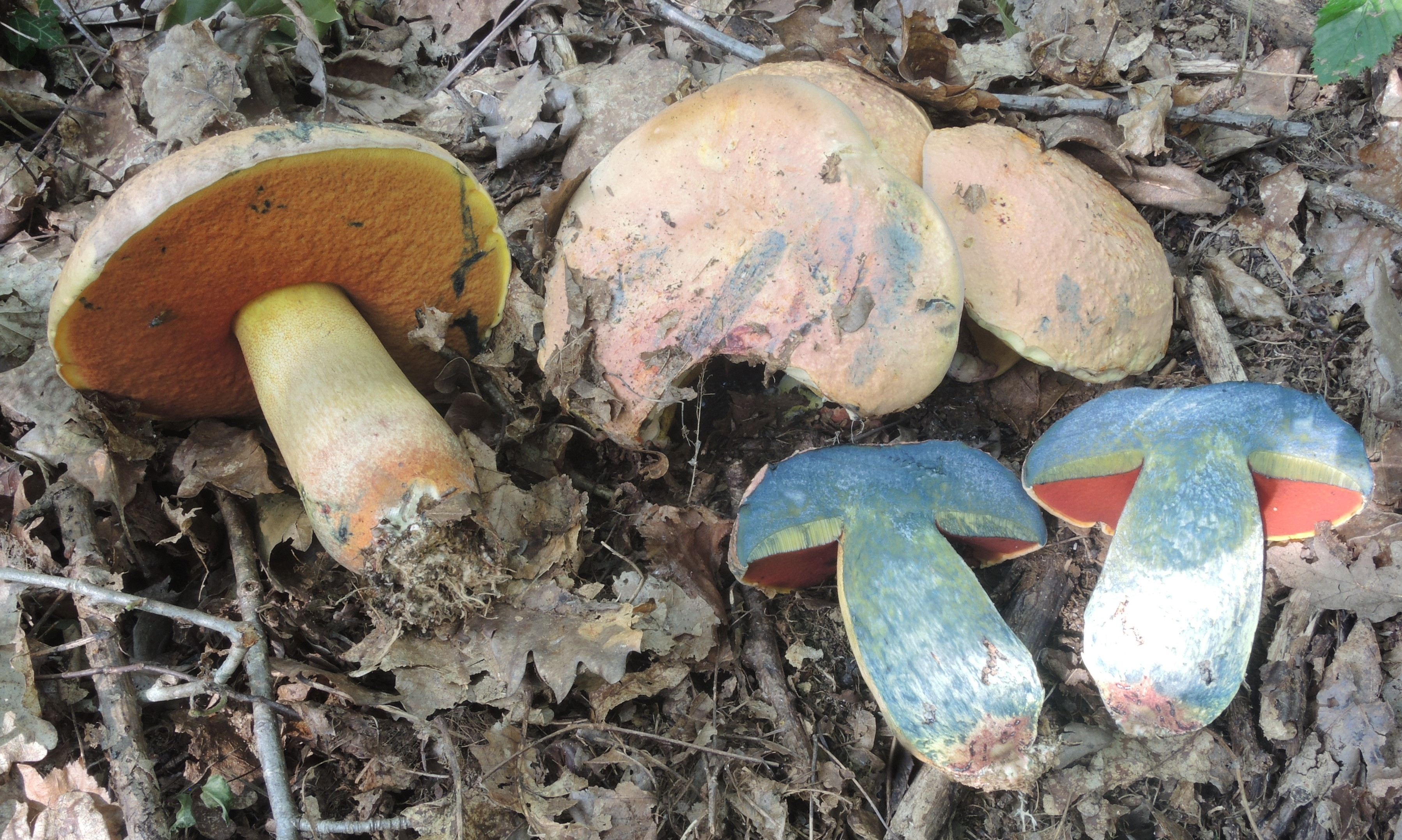
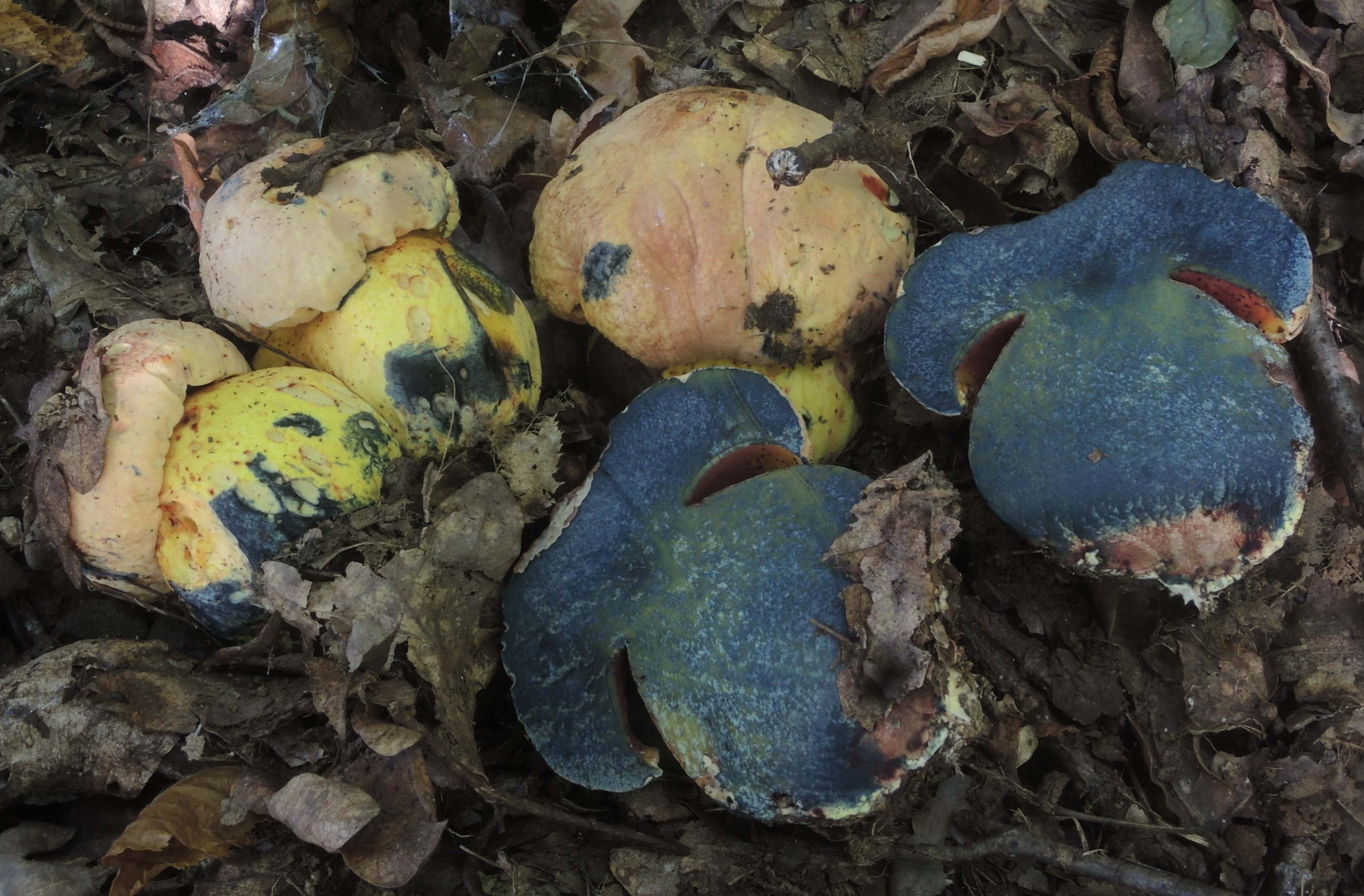
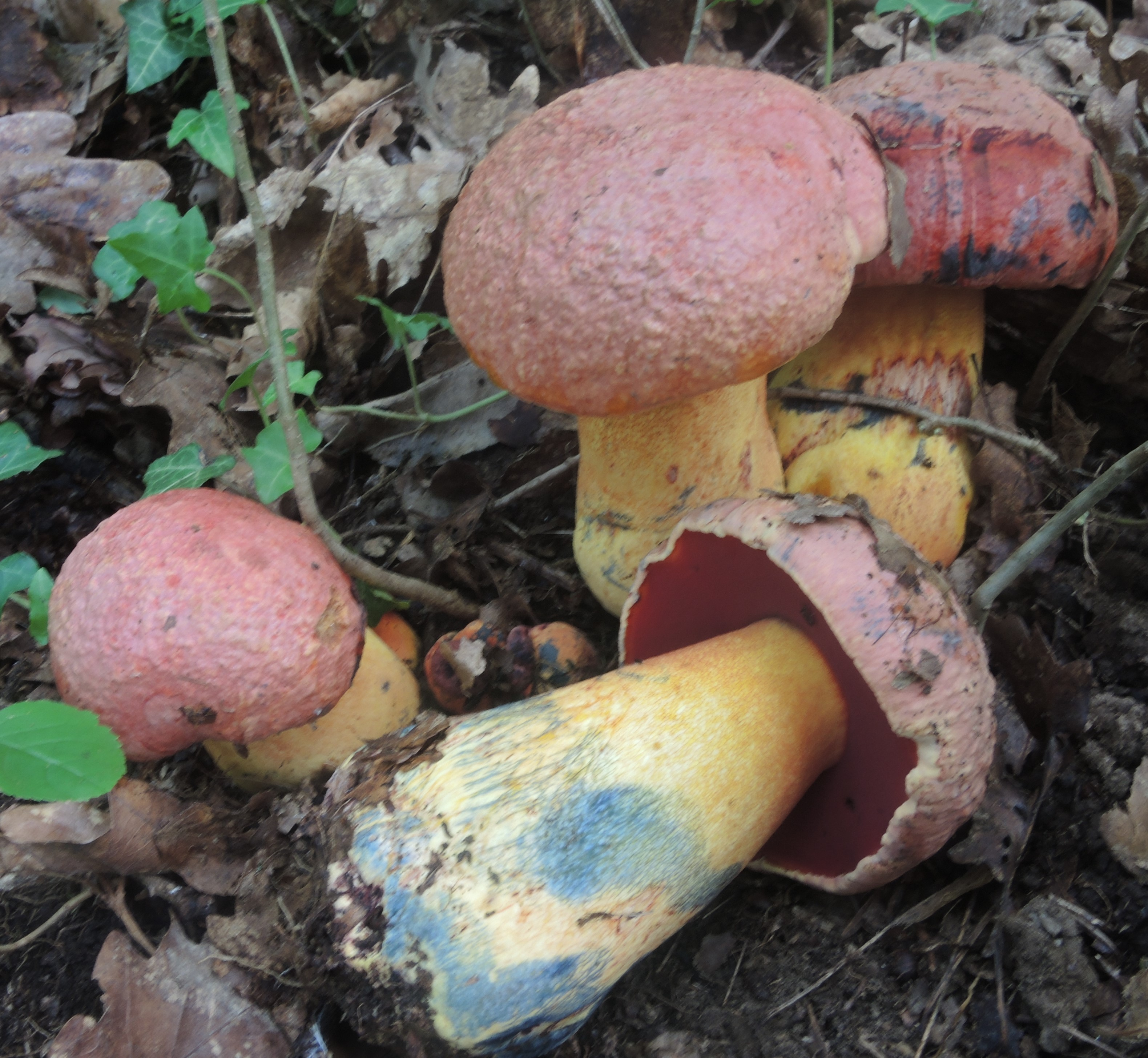
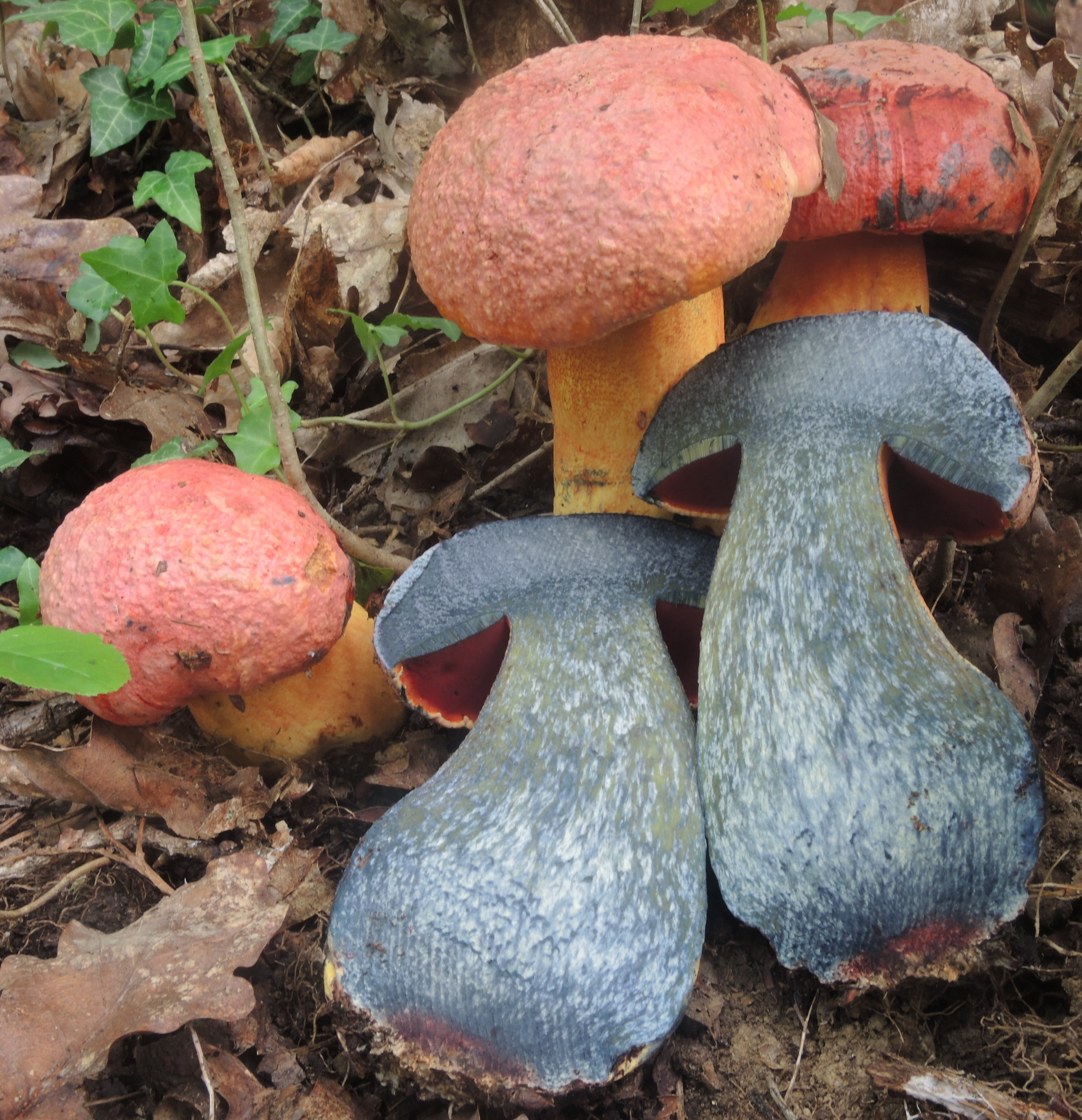
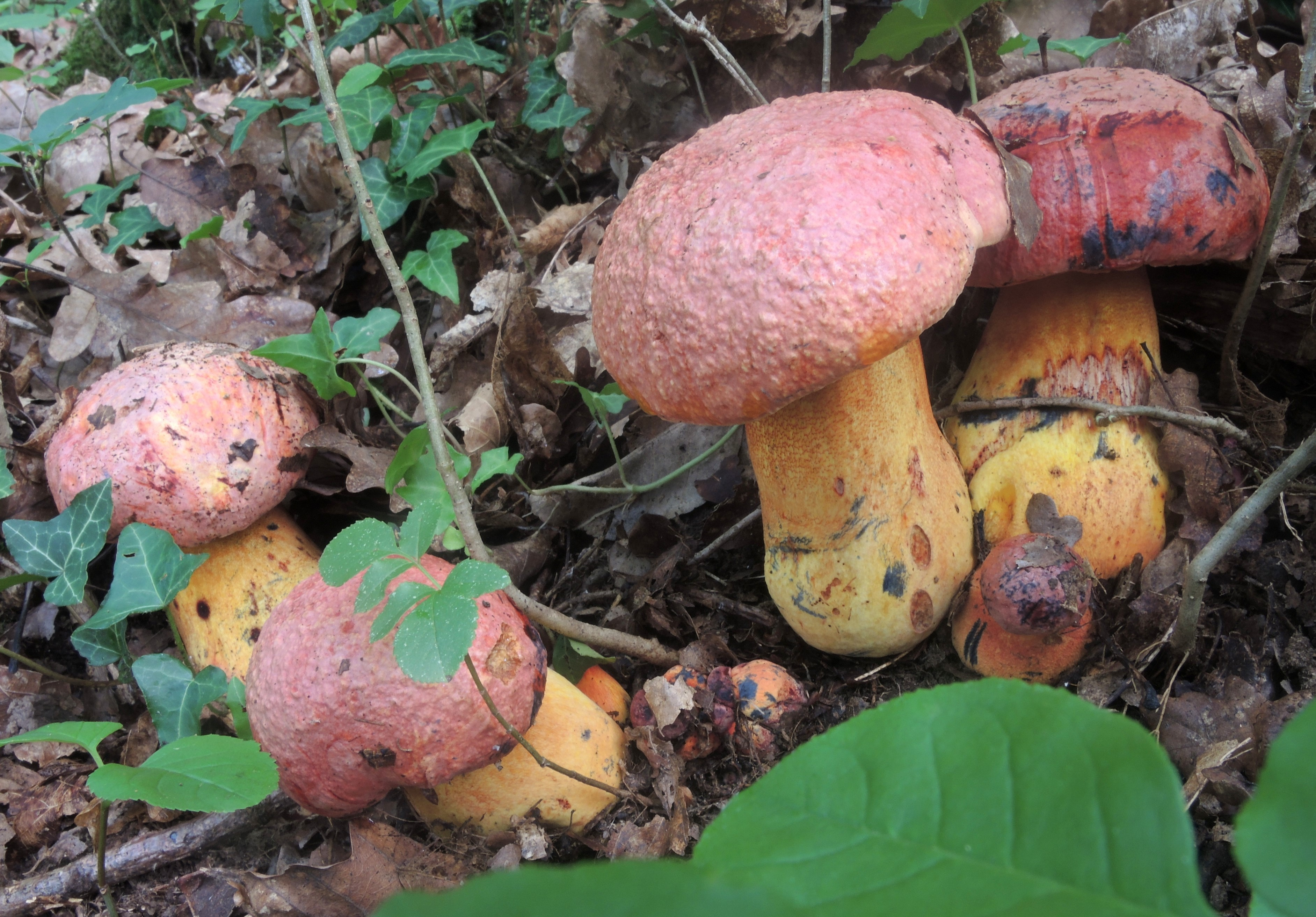

## Variétés et formes
- Imperator rhodopurpureus f. xanthopurpureus : totalement jaune, forme parfois confondue avec le taxon Imperator xanthocyaneus, Le Bolet jaune et bleu, dont le statut est encore incertain mais qui est suspecté de n'être qu'une forme semi-xanthoïde de I.rhodopurpureus.

- Imperator rhodopurpureus f. polypurpureus : chapeau pourpre sombre et pores rouge sang.

## Habitat et distribution
C'est un champignon ectomycorhizien, natif d'Europe, plutôt thermophile, poussant dans les forêts de feuillus, les forêts mixtes et sous conifères, surtout sous chênes et aussi sous hêtres, sur sol argilo-siliceux, préférant les sols calcaires, souvent dans les régions vallonnées et montagneuses. Il fructifie généralement de Juin à Septembre,.

## Statut de conservation

### Régional
- Alsace : classement de cette espèce en catégorie NT (Quasi menacée) au niveau régional[7].
- Franche-Comté : classement de cette espèce en catégorie EN (En danger) au niveau régional[8].

## Comestibilité
Le Bolet vieux rose est traditionnellement consommé dans certains territoires, notamment en Italie dans la région de Viterbe, dans le sud de la Calabre, en Sicile et notamment dans la région de l'Etna, où sa consommation est localement très importante. Sa consommation se fait après un traitement de pré-ébullition et/ou une cuisson complète. Les causes des intoxications gastro-intestinales de cette espèce (parfois mineures au point de passer inaperçues), qui se produisent chaque année dans les régions où sa consommation est la plus élevée, semblent principalement dues à l'absence des traitements de cuisson précédents. En France, quelques auteurs le donnent comme comestible bien cuit, et il était plus souvent considéré comme tel auparavant, mais il est généralement considéré comme non comestible ou toxique ,. Il semble présenter dans l'ensemble un niveau insuffisant de sécurité alimentaire, de sorte que sa consommation est déconseillée.

## Confusions possibles
- Le Bolet cuivré (Imperator luteocupreus), également spectaculairement bleuissant, aux pores rouge sang sombre dès le départ et au chapeau cuivré lisse non grumeleux. Toxique.
- Le Bolet chicorée (Rubroboletus legaliae), au chapeau non grumeleux, aux pores orangés, au réseau discret, au bleuissement moins intense et à l'odeur de chicorée à maturité. Toxique.